# Lijst van rijksmonumenten in Giessenburg
De plaats Giessenburg telt 27 inschrijvingen in het rijksmonumentenregister. Hieronder een overzicht.
| Object | Oorspronkelijke functie?  | Bouwjaar                         | Architect | Locatie                 | Coördinaten?                  | Nr.?   | Afbeelding                                               |
| --- | ------------------------- | -------------------------------- | --------- | ----------------------- | ----------------------------- | ------ | -------------------------------------------------------- |
| Boerderij onder hoog rieten wolfdak, met afgeknotte puntgevel aan de voorzijde en links een uitbouw onder zadeldak met puntgevel | Boerderij                 | mogelijk 18e eeuw                |           | Binnendamseweg 62       | 51° 49' 58" NB, 4° 51' 17" OL | 16102  | Meer afbeeldingen                                        |
| Boerderij waarvan het woongedeelte een rieten zadeldak met links een puntgevel heeft. Rechts een hoger opgehaalde gevel onder rieten wolfdak en rechter zij- uitbouw onder zadeldak met puntgevel | Boerderij                 | 17e eeuw                         |           | Binnendamseweg 94       | 51° 50' 0" NB, 4° 50' 54" OL  | 16103  | Meer afbeeldingen                                        |
| Boerderij met kloek, hoog rieten zadeldak, dat woonhuis en stal overdekt | Boerderij                 | 18e eeuw                         |           | Bovenkerkseweg 20       | 51° 51' 10" NB, 4° 53' 0" OL  | 16104  | Meer afbeeldingen                                        |
| Boerderij, gedateerd in een steentje boven de deur, met rieten zadeldak en puntgevel met vlechtingen. Links een later uitgebouwde kamer onder rieten zadeldak en met puntgevel opzij. Vensters met luiken en in de ramen een goede roedenverdeling                                                                                            | Boerderij                 | 1750                             |           | Bovenkerkseweg 26       | 51° 51' 9" NB, 4° 52' 58" OL  | 16105  | Meer afbeeldingen                                        |
| Boerderij onder langgerekt, rieten zadeldak en met gepleisterde puntgevel. Links een uitgebouwde kamer met puntgevel en rieten zadeldak. In de voorgevel vensters met luiken en goede roedenverdeling in de ramen | Boerderij                 | 18e eeuw                         |           | Bovenkerkseweg 30       | 51° 51' 9" NB, 4° 52' 55" OL  | 16106  | Meer afbeeldingen                                        |
| Mooie boerderij onder rieten zadeldak, dat zowel het woonhuis als de uit gepotdekselde houten delen opgetrokken stal overdekt. Aan de voorzijde hoge puntgevel met ankers en ramen met kleine roedenverdeling. Rechts een uitgebouwde opkamer met vloeddeur                                                                                   | Boerderij                 | 17e eeuw                         |           | Bovenkerkseweg 92       | 51° 50' 39" NB, 4° 52' 15" OL | 16107  | Meer afbeeldingen                                        |
| Nederlands Hervormde Kerk | Kerk en kerkonderdeel     | 15e eeuw                         |           | Kerkweg 1               | 51° 51' 8" NB, 4° 53' 17" OL  | 16108  | Meer afbeeldingen                                        |
| Toren van de Nederlands Hervormde Kerk. Sobere toren van baksteen | Kerk en kerkonderdeel     |                                  |           | Kerkweg bij 1           | 51° 51' 8" NB, 4° 53' 17" OL  | 16109  | Meer afbeeldingen                                        |
| Mooie boerderij onder hoog, rieten zadeldak, dat woonhuis en stal overdekt. Puntgevel met vlechtingen en vensters met kleine roedenverdeling; topsieranker. In de rechter zijgevel van de stal inrijdeuren onder uitspringend zadeldak met houten puntgeveltje. De hoeve verkeert in bouwvallige staat                                        | Boerderij                 | mogelijk 18e eeuw                |           | Muisbroekseweg 61       | 51° 52' 10" NB, 4° 54' 56" OL | 16110  | Meer afbeeldingen                                        |
| Boerderij onder hoog, rieten zadeldak, dat zowel het woonhuis als het daarachter gelegen bedrijfsgedeelte overdekt. In de puntgevel aan de voorzijde en in de zijgevel ten dele nog vensters met ramen in kleine roedenverdeling. Boven de rechter zijgevel een dakkapel en in de zijgevel van de stal inrijdeuren onder opgewipt dakgedeelte | Boerderij                 | mogelijk 18e eeuw                |           | Oudkerkseweg 2          | 51° 50' 39" NB, 4° 52' 14" OL | 16111  | Meer afbeeldingen                                        |
| Eenvoudige, gepleisterde boerderij met linkse afgeknotte puntgevel en rechts uitbouw onder rieten zadeldak, evenwijdig aan de straat. De vensters hebben gedeeltelijk nog hun goede roedenverdeling in de ramen. Deze boerderij is belangrijk voor het harmonische dorpsbeeld van Giessen-Oudekerk                                            | Boerderij                 | 17e eeuw                         |           | Oudkerkseweg 6          | 51° 50' 41" NB, 4° 52' 6" OL  | 16112  | Meer afbeeldingen                                        |
| Kleine boerderij met dwars woonhuis onder pannen zadeldak tussen puntgevels | Boerderij                 | tweede kwart 19e eeuw            |           | Oudkerkseweg 10         | 51° 50' 40" NB, 4° 52' 5" OL  | 16113  | Meer afbeeldingen                                        |
| Deftig herenhuis, dat met zijn hoge zadeldak tussen puntgevels evenwijdig aan de straat, een dominerende plaats inneemt in het dorpsbeeld | Woonhuis                  | eerste kwart 19e eeuw            |           | Oudkerkseweg 16         | 51° 50' 40" NB, 4° 51' 60" OL | 16114  | Meer afbeeldingen                                        |
| Nederlands Hervormde Kerk | Kerk en kerkonderdeel     | 15e eeuw                         |           | Oudkerkseweg 22         | 51° 50' 40" NB, 4° 51' 58" OL | 16115  | Meer afbeeldingen                                        |
| Toren van de Nederlands Hervormde Kerk | Kerk en kerkonderdeel     |                                  |           | Oudkerkseweg bij 22     | 51° 50' 40" NB, 4° 51' 57" OL | 16116  | Meer afbeeldingen                                        |
| Gave boerderij, gedateerd op jaartalsteen, met monumentaal rieten zadeldak en hoge puntgevel met vlechtingen | Boerderij                 | 1861                             |           | Oudkerkseweg 9          | 51° 50' 39" NB, 4° 52' 0" OL  | 16117  | Meer afbeeldingen                                        |
| Boerderij, met gepleisterde puntgevel en links uitgebouwde kamer onder zadeldak. Rechts onderkelderd. Vloeddeur met trap; vensters met goede roedenverdeling | Boerderij                 | waarschijnlijk 18e eeuw          |           | Peursumseweg 95         | 51° 51' 23" NB, 4° 53' 45" OL | 16119  | Meer afbeeldingen                                        |
| Boerderij met puntgevel en links opkamer onder zadeldak, evenwijdig aan de weg, aansluitend tegen een puntgevel. Vensters met goede roedenverdeling in de ramen en luiken | Boerderij                 | 18e eeuw                         |           | Peursumseweg 99         | 51° 51' 24" NB, 4° 53' 47" OL | 16120  | Meer afbeeldingen                                        |
| Boerderij met woongedeelte onder rieten zadeldak en hogere schuur, eveneens onder met riet gedekt zadeldak. In de puntgevel van het woonhuis vensters met luiken en zesruitsschuiframen. Links voor het woonhuis een zeshoekig, houten theehuisje met rieten puntdak                                                                          | Boerderij                 | mogelijk 18e eeuw                |           | Peursumseweg 103-105    | 51° 51' 27" NB, 4° 53' 50" OL | 16121  | Meer afbeeldingen                                        |
| Schilderachtig aan de Giessen gelegen hoeve. Doorgaand rieten zadeldak, dat woon- en bedrijfsgedeelte overdekt | Boerderij                 | 18e eeuw                         |           | Slingelandseweg 2       | 51° 52' 7" NB, 4° 54' 9" OL   | 16122  | Meer afbeeldingen                                        |
| Boerderij, met woongedeelte evenwijdig aan de weg en loodrecht daarop gebouwde stal, waarvan de linker zijgevel ten dele uit gepotdekselde delen bestaat. De stal draagt een rieten wolfdak; over het woonhuis een rieten zadeldak. Links opkamer. Vensters met luiken en goede roedenverdeling                                               | Boerderij                 | 18e eeuw                         |           | Slingelandseweg 24      | 51° 52' 6" NB, 4° 54' 28" OL  | 16123  | Meer afbeeldingen                                        |
| Goed bewaarde, eenvoudige boerderij, met hoog, rieten dak, dat woon- en bedrijfsgedeelte overdekt. De van vlechtingen voorziene puntgevel van het woonhuis heeft een bovenlicht met gietijzeren levensboom en vensters met luiken en zesruitsramen. De stal heeft getoogde venstertjes                                                        | Boerderij                 | midden 19e eeuw                  |           | Slingelandseweg 52      | 51° 52' 14" NB, 4° 54' 54" OL | 16124  | Meer afbeeldingen                                        |
| Ruïne 'Giessenburg' : bij de dorpskern over de Giessen gelegen terrein met twee dichtgegroeide grachten, een heuvel met wallen en enkele muurfragmenten | Tuin, park en plantsoen   | waarschijnlijk 18e eeuw          |           | Neerpolderseweg bij 72B | 51° 50' 36" NB, 4° 52' 3" OL  | 16125  | Meer afbeeldingen                                        |
| Boerderij van het langhuistype (dwarsdeelvariant) gebouwd in Traditioneel Ambachtelijke stijl | Boerderij                 | 1800-1850                        |           | Bovenkerkseweg 78       | 51° 50' 46" NB, 4° 52' 32" OL | 515493 | Meer afbeeldingen                                        |
| Bovenkerkse Molen | Industrie- en poldermolen | 1865 (herbouwd) 1928 (onttakeld) |           | Bovenkerkseweg bij 2    | 51° 51' 52" NB, 4° 52' 50" OL | 527563 | Meer afbeeldingen                                        |
| Agrarisch bijgebouw (voormalige jongveestal/varkensstal) | Boerderij                 | 1907-1910                        |           | Slingelandseweg bij 52  | 51° 52' 14" NB, 4° 54' 55" OL | 528449 | Agrarisch bijgebouw (voormalige jongveestal/varkensstal) |
| Eenvoudig agrarisch bijgebouw (varkensschuur) | Boerderij                 | 1907-1910                        |           | Slingelandseweg bij 52  | 51° 52' 13" NB, 4° 54' 55" OL | 528450 | Eenvoudig agrarisch bijgebouw (varkensschuur)            |